# Eduard von Lutz
Eduard Maximilian Lutz, seit 1864 Ritter von Lutz (* 13. Januar 1810 in Neuburg an der Donau; † 8. Juli 1893 in Starnberg) war ein bayerischer Generalleutnant und Kriegsminister.

## Leben

### Herkunft
Lutz war der Sohn des Kreisforstinspektors in Neuburg, Joseph Lutz († 27. Juni 1847) und dessen Ehefrau Susette, geborene Vergas († 12. Dezember 1853).

### Militärkarriere
Er besuchte das Kadettenkorps und war 1833 Unterleutnant in der Mineur-Kompanie der Bayerischen Armee. Lutz wurde im Laufe seiner Offizierskarriere 1855 im 8. Infanterie-Regiment zum Major befördert. 1859 folgte seine Ernennung zum 2. Kommandant der Stadt und Festung Germersheim sowie im gleichen Jahr seine Beförderung zum Oberstleutnant 2. Kommandant der Festung Germersheim. 1860 wurde er Kommandant der Kriegsschule München, 1862 Oberst und Kommandant des 2. Infanterie-Regiment „Kronprinz“. Seit dem 15. August 1863 war er bayerischer Kriegsminister im Kabinett Pfordten II. Durch Verleihung des Verdienstordens vom Heiligen Michael war er am 19. März 1864 in den persönlichen Adelstand erhoben worden und durfte sich nach der Eintragung in die Adelsmatrikel Ritter von Lutz nennen.
Nach der Niederlage gegen Preußen trat er am 1. August 1866 zurück und wurde mit Pension in den Ruhestand versetzt.
Am 1. Februar 1870 erhielt Lutz noch den Charakter als Generalleutnant.